# 洛斯阿尔托斯希尔斯
洛斯阿尔托斯希尔斯是位於美国加利福尼亚州聖克拉拉縣內的一座城鎮，鎮政府建制于1956年1月27日。鎮面积约为23.38平方公里，根据2020年美国人口普查，该市有人口8489人。

## 名人
- 貝瑞·邦茲，美國職棒全壘打紀錄保持者
- 谢尔盖·布林（Sergey Brin），谷歌公司的共同创办人
- 約翰·錢伯斯，思科系統的執行長
- 朱浩偉，電影導演、編劇
- 高登·摩爾，提出摩爾定律
- 大衛·普克德，惠普公司的共同創辦人
- 孙达尔·皮柴，谷歌公司的執行長
- 楊致遠，雅虎（Yahoo!）的創辦人